# 180년

## 연호
- 후한(後漢) 광화(光和) 3년

## 기년
- 후한(後漢) 영제(靈帝) 13년
- 신라(新羅) 아달라 이사금(阿達羅泥師今) 27년
- 고구려(高句麗) 고국천왕(故國川王) 2년
- 백제(百濟) 초고왕(肖古王) 15년

## 사망
- 3월 17일 - 로마 제국 황제 마르쿠스 아우렐리우스